# 1947 în literatură
Anul 1947 în literatură a implicat o serie de evenimente și cărți noi semnificative. 

## Cărți noi
Ferreira de Castro, A Lã e a Neve (Oile Domnului)

## Premii
- Premiul Nobel pentru Literatură: